# Noxubee River
Der Noxubee River [ˈnɑksəbiː] ist ein rund 225 Kilometer langer Fluss im Osten Zentral-Mississippis und im Westen von Zentral-Alabama.
Er ist ein Nebenfluss des Tombigbee Rivers, der über den Mobile River in den Golf von Mexiko fließt.

## Verlauf
Der Noxubee entspringt im Choctaw Lake im Tombigbee National Forest in Choctaw County und fließt durch die Countys: Winston, Oktibbeha und Noxubee und Sumter County in Alabama, durch das Noxubee National Wildlife Refuge und an der Stadt Macon vorbei.

## Unterschiedliche Namen
Dem Geographic Names Information System zufolge wird der Noxubee River auch unter folgenden Namen geführt:
| - Hachcha Osi River - Hatch Oose River - Hatcha River - Hatchaoose River - Hatche Oose River - Hatchoose River - Nooksabba River - Noxaby Creek - Noxiby River - Noxshubby River - Noxube River | - Noxuby Creek - Oaknoxaby River - Oaknoxubee River - Ohanexubee River - Oka Noxubee - Oka Onoxubba River - Okanoxubee River - Okenoxubbee River - Okenoxubee River - Olamoyubee River - Ruisseau Nachebe Tchitou River |